# Щаслива Україна
«Щаслива Україна» (попередня назва: Успішна Країна) — заборонена українська політична партія, зареєстрована 26 липня 2011.

## Історія створення та фінансування
В травні 2010 року відбувся установчий з'їзд, на якому було прийнято рішення про створення політичної партії. На підтримку заснування партії було зібрано понад 14 000 підписів громадян у різних областях України.
З 2010 до 2014 рік формувалися регіональні осередки партії. У 2015 році для реалізації соціально-політичних проектів була зареєстрована громадська організація «Успішна Країна».
Фінансування партії здійснюється, у тому числі, за рахунок коштів (близько $ 12 млрд, $ 778 млн — під час Революції гідності), виведених Олександром Клименком протягом 2011—2013 років в офшори на Британських Віргінських островах, Кіпрі, в Ліхтенштейні та легалізовані в європейських банках, також за рахунок коштів від рухомого та нерухомого майна в Україні.

## Керівництво
Головою партії була Дєдушева Марина Володимирівна, фахівець з оподаткування, перший заступник голови Окружної державної податкової служби, за даними ЗМІ — член наглядової ради банку «Юнісон», що належить родині Клименко, в минулому — перший заступник начальника центрального офісу Міністерства доходів і зборів. Згодом партію очолила Дмітріченко Наталія Борисівна, сертифікований аудитор, у минулому — топ-менеджер великого сільськогосподарського холдингу.
Головою партії згідно з даними реєстру політичних партій України на сайті Мінюсту є Голубєв Андрій Сергійович.
Почесним головою партії (з 12 грудня 2015) є Клименко Олександр Вікторович — український підприємець та політик, колишній Міністр доходів і зборів України (24 грудня 2012 — 27 лютого 2014), представник «сім'ї» та «гаманець» Януковича. Звинувачений у корупції, перебуває в державному та міжнародному розшуку, переховується за кордоном.
За іншою інформацією, Клименко не фігурує в списках керівництва партії.

## Ідеологія
Партія відстоює інтереси великого бізнесу. Програма партії представлена за авторством українського олігарха, колишнього міністра енергетики та вугільної промисловості України Юрія Бойка і складена в 2004 році.
В числі головних причин, що не дозволяють Україні стати успішною країною, почесний голова партії Олександр Клименко називає «корупцію та непрофесіоналізм влади».

## Діяльність
Найбільш масовим заходом партії є всеукраїнське соціологічне дослідження, проведене влітку-восени 2015 року, метою якого було звернути увагу суспільства та влади на мотивацію українців під час голосувань на виборах.

## Переслідування та протидія діяльності

### Заходи правоохоронних органів
Військовий прокурор Анатолій Матіос характеризує партію як «квазіпартію», елемент «схеми» по розкраданню коштів.
В жовтні 2017 в житлових приміщеннях уповноважених осіб партії проводилися обшуки з метою отримання доказів незаконної легалізації коштів.

### Громадянські акції
Після Революції гідності публічні заходи партії наражалися на спротив прибічників Євромайдану. В травні 2016 року форум партії був зірваний у Дніпрі, в червні — в Миколаєві.